# Acraea antakara
Acraea antakara är en fjärilsart som beskrevs av Charles Oberthür 1916. Acraea antakara ingår i släktet Acraea och familjen praktfjärilar. Inga underarter finns listade i Catalogue of Life.